# 马国权
马国权（1942年6月—2021年7月28日），回族，宁夏吴忠人，中华人民共和国政治人物，曾任宁夏回族自治区民族事务委员会副主任、自治区宗教局副局长，宁夏回族自治区政协副主席。第九至十二届全国政协委员。

## 生平
1961年9月至1962年7月在西北民族学院学习。历任宁夏回族自治区民族事务委员会副主任、自治区宗教局副局长，宁夏回族自治区政协副主席等职。2008年，当选第十一届全国政协委员，代表少数民族界，分入第四十九组。